# Francesco II Sforza
Francesco II Sforza, född den 4 februari 1495, död den 24 oktober 1535, var en italiensk hertig, son till Ludovico Sforza.
Francesco blev hertig av Milano vid fransmännens fördrivande 1521. Han deltog i den italienska ligan mot kejsar Karl V och tvangs av denne att ta emot hertigdömet som län 1529. Vid hans död utslocknade ättens huvudgren på manslinjen, och hertigdömet tillföll Karl V.